# Sunset Black
Sunset Black ist eine Rockband, die zwischen 1995 und 1997 in Kansas City gegründet wurde.

## Geschichte
Gegründet wurde die Band zwischen 1995 und '97 in Kansas. Gründer sind Brandon Sammons (Gesang, Gitarre), Mike Evans (Gitarre, Gesang), TJ Matthews (Bass) und Jaime Gehly (Schlagzeug). 1999 beschloss die Band nach Minneapolis zu ziehen, um ein größeres Publikum zu erhalten. Kurze Zeit später stand die Band erstmals mit Bands, wie Linkin Park, Fuel und From Zero auf einer Bühne. 2001 unterschrieb die Band einen Plattenvertrag mit Blue Worm Records, wo die Band mit Hilfe des Produzenten Matthew Kirkwold ihre erste 3-Track-Demo aufnahmen. Zudem spielte die Band beim 93X-Fest vor ca. 30.000 Zuschauern. 2002 veröffentlichte die Band mit Common Ground ihr Debütalbum unter MCA Records. Nach einer zwischenzeitlichen Trennung fand die Band im Mai 2008 wieder zusammen. TJ Matthews stieß jedoch nicht mehr zur Band und wurde durch Scotty Springer am Bass ersetzt. Sie produzierten mit Never Again und Go zwei Songs, die man auf ihrer Reverbnation-Präsenz legal runterladen kann. Seit der Wiedervereinigung sucht die Band ein neues Label. Inzwischen zog die Band nach Los Angeles um.
Sänger Brandon Sammons gründete 2009 gemeinsam mit Mike Evans die Band Chasing Avalanche mit der er bereits ein Album veröffentlichte. Es ist jedoch lediglich als Download erwerbbar. Das Album heißt Without the Our. Komplettiert wird die Band durch den Drummer Bryan Panzeri.

## Stil
Die Band beschreibt ihren Musikstil als Hard Rock, der emotional und so melodisch wie nur möglich klingen soll. Beeinflusst wird ihr Musikstil von Bands, wie Jimmy Eat World, Deftones, Silverchair, Muse, Incubus und As Tall as Lions.

## Diskografie
- 2001: Demo (Blue Worm Records)
- 2002: Common Ground (MCA Records)